# 猿尾滝
猿尾滝（さるおだき）は、兵庫県美方郡香美町村岡区にある滝である。但馬三名瀑の一つに数えられ、日本の滝百選に選定されている。

## 概要
矢田川の支流で、妙見山（1,139メートル）を源とする湯舟川支流の作山川流域にある。猿尾滝ひん岩脈で形成された岩肌を上下2段に分かれて落下する。なお、それぞれの落差は上段39メートル、下段21メートルである。その名の由来は下段の流れが猿の尾に似ていることから名付けられたと言われる。
妙見山にある名草神社参道から眺望される滝として古来より知られていた。江戸時代、この地を治めていた交代寄合（のち村岡藩）山名氏は夏には"ソーメン流し"をして楽しんだと伝えられる。これに因み毎年7月第2日曜日に「猿尾滝祭り」を開催し、大規模な"ソーメン流し"を行っている。
周囲の原生林はブナ、モミジ、サクラ、ケヤキなどの落葉樹が多く秋には紅葉の名所となる。また、冬には凍結することもあるため氷滝の姿が見られることもある。
1968年（昭和43年）兵庫県の名勝、1969年（昭和44年）氷ノ山後山那岐山国定公園に指定された。

## アクセス
- JR山陰本線八鹿駅より全但バス村岡・和田・湯村温泉・秋岡方面行き日影バス停留所下車、所要時間約45分。停留所より徒歩20分。
- 車の場合は国道9号より県道267号に入り1.2キロメートル走行、駐車場（売店、トイレあり）より徒歩約100メートル。

## 周辺情報
- 名草神社
- 音水渓谷（水源の森100選） - 原不動滝（日本の滝100選）
- 瀞川渓谷（日本の秘境100選） - 瀞川不動滝
- 瀞川平（兵庫県観光100選第一位） - 但馬高原植物園、兵庫県立木の殿堂
- 天滝渓谷（森林浴の森100選） - 天滝（日本の滝100選）
- 熊波渓谷
- 久須部渓谷 - 要滝、三段滝、鈴滝
- 鉢伏山
- 氷ノ山（日本の秘境100選）
- ハチ北高原
- 兎和野高原（日本百景） - 兎和野高原野外教育センター
- 神鍋高原・神鍋渓谷 - 山陰海岸ジオパーク